# 유라이 노보타

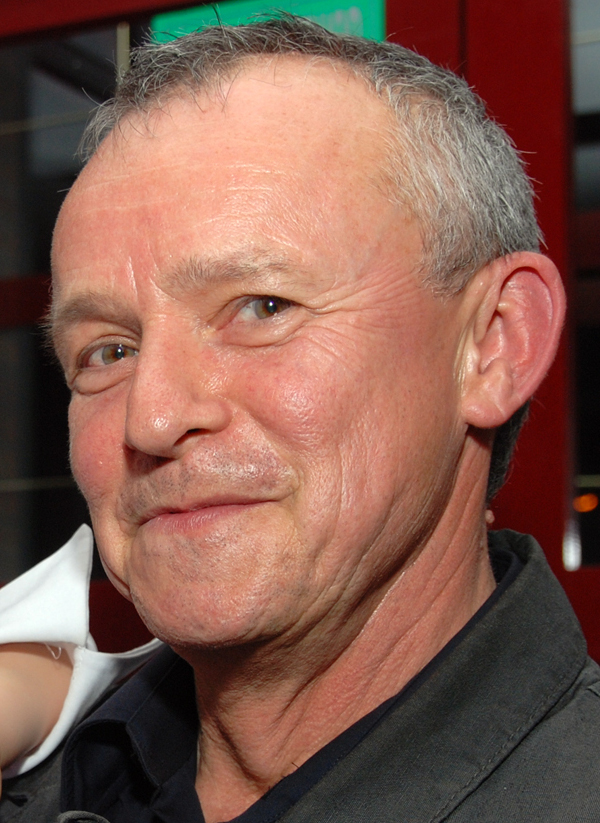

유라이 노보타(Juraj Nvota, 1954년 3월 1일 ~ )는 슬로바키아의 영화 감독, 배우이다.
브라티슬라바에서 태어났다.

## 영화
- 아이, 올가 헤프나로바 (2016년)
- 호스티지 (2014년)
- 허니문 (2013년)
- 칸피단트 (2012년)
- 소울 앳 피스 (2009년)
- 뮤지카 (2008년)
- 잔인한 즐거움 (2002년)
- 아이 러브, 유 러브 (1989년)
- 로즈 틴트 드림스 (1977년)